# 帕赖苏布里亚耶
帕赖苏布里亚耶（法語：Paray-sous-Briailles，法語發音：[paʁɛ su bʁijaj]）是法国阿列省的一个市镇，位于该省中部略偏南，属于穆兰区。

## 地理
帕赖苏布里亚耶（46°17'25"N, 3°21'54"E）面积22.18 平方千米，位于法国奥弗涅-罗讷-阿尔卑斯大区阿列省，该省份为法国中部省份，北起涅夫勒省、西北接谢尔省，西南至克勒兹省，南至多姆山省，东南临卢瓦尔省，东临索恩-卢瓦尔省。
与帕赖苏布里亚耶接壤的市镇（或旧市镇、城区）包括：克雷希、洛里日、马尔瑟纳、锡乌勒河畔圣普尔桑、阿列河畔瓦雷讷。

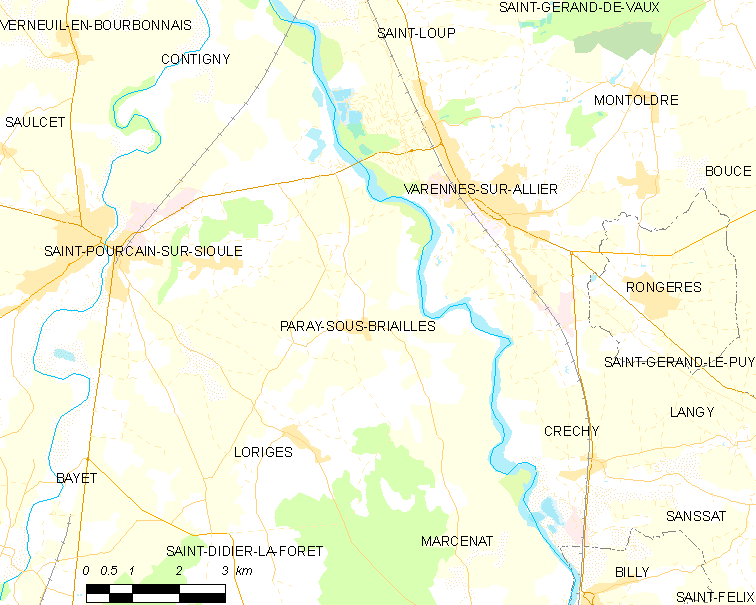
帕赖苏布里亚耶的OSM定位图

帕赖苏布里亚耶的时区为UTC+01:00、UTC+02:00（夏令时）。

## 行政
帕赖苏布里亚耶的邮政编码为03500，INSEE市镇编码为03204。

## 政治
帕赖苏布里亚耶所属的省级选区为锡乌勒河畔圣普尔桑县。

## 人口

1962-2008年间帕赖苏布里亚耶人口变化图示

帕赖苏布里亚耶于2022年1月1日时的人口数量为615人。